# جيمس رولان
جيمس رولان (بالإنجليزية: James Rolland)‏ هو سياسي نيوزلندي، ولد في 24 نوفمبر 1802، وتوفي في 20 نوفمبر 1889.